# منتخب نييوي لسباعيات الرغبي
منتخب نييوي لسباعيات الرغبي (بالإنجليزية: Niue national rugby sevens team)‏ هو ممثل نييوي الرسمي في المنافسات الدولية في سباعيات الرغبي
.